# 1921 en Lorraine
Chronologie de la Lorraine
- 1917
- 1918
- 1919
- 1920
- 1921
- 1922
- 1923
- 1924
- 1925

Cette page est une liste d'événements qui se sont produits durant l'année 1921 en Lorraine.

## Éléments de contexte
- Ouverture de la bourse de Nancy qui couvre tout l'est de la France[1].

## Événements

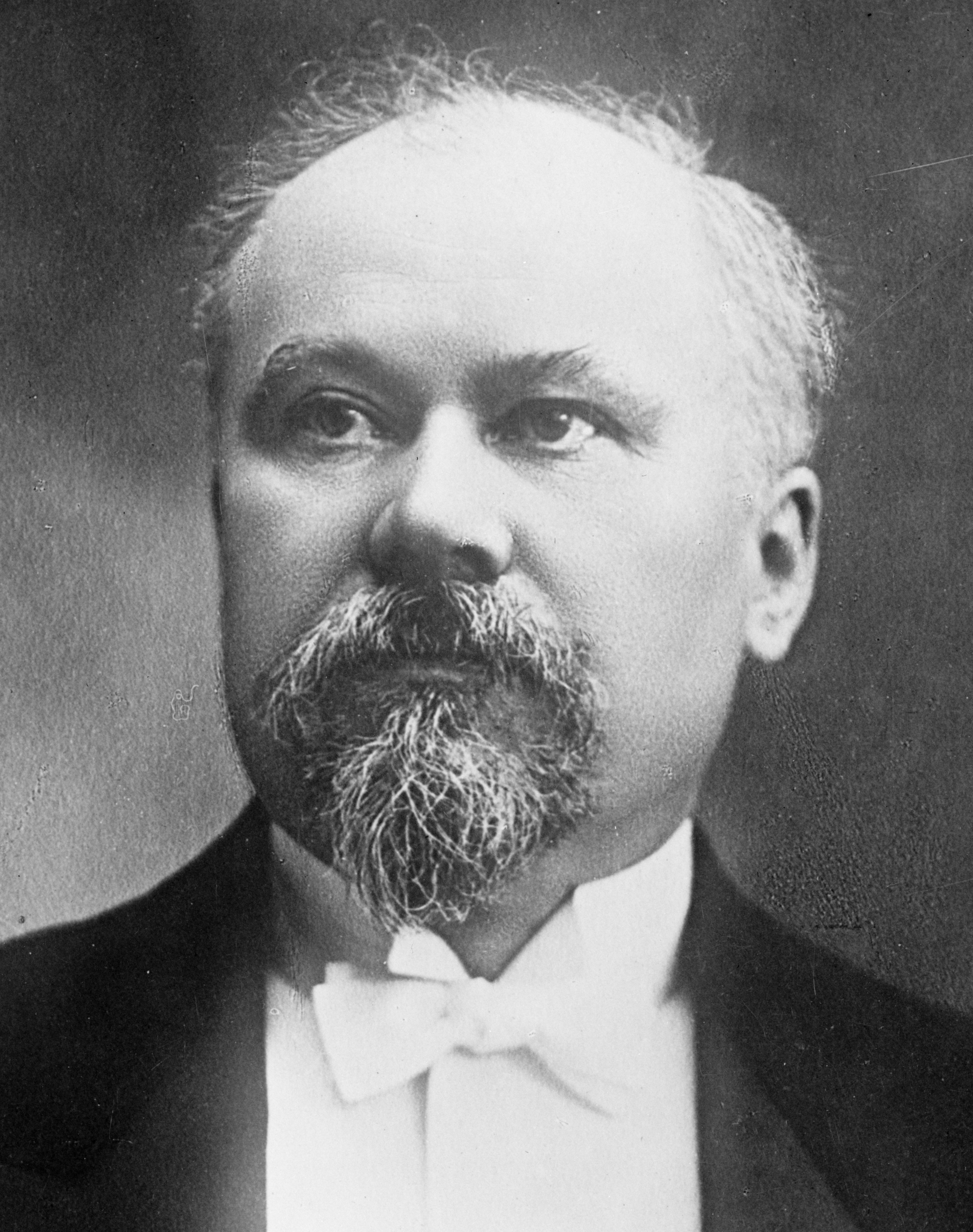
Raymond Poincaré (Portrait officiel)

- Implantation des établissements Kuhlmann à Dieuze[2].
- Pont-à-Mousson reçoit de la main du président Raymond Poincaré, la Croix de guerre 1914-1918 avec palme et peu après, du député Désiré Ferry, la croix de la Légion d'honneur [3](La ville est également titulaire de la Croix de guerre de 1939-1945 avec étoile d’argent).
- Paul Rémy publie un recueil de caricatures des professeurs et du personnel de la Faculté de Pharmacie de Nancy[4]. L'album fut édité chez Berger-Levrault : il rassemble seize portraits-charges des enseignants représenté dans l'exercice de leur fonction d'enseignement ou de recherche[4].
- Ouverture de la Mine de Giraumont [5]
- Jean-Baptiste Bienvenu-Martin, président de la commission sénatoriale d'Alsace-Lorraine[6].
- Marcel Brot et Émile Thiriet transforment l'Association meusienne pour achats en commun en Coopérateurs de Lorraine[7].

- 28 janvier : inauguration à Paris du tombeau du soldat inconnu, choisi à Verdun[8].
- 20 juillet : la 13ème étape du tour de France arrive à Metz. Le départ avait été donné à Strasbourg[9].
- 22 juillet : le tour de France part de Metz en direction de Dunkerque[9].
- 5 novembre : le conseil Municipal de Nancy, par délibération, attribue un terrain au Pont d'Essey à Tomblaine, en vue de la construction du stade Marcel Picot.

## Inscriptions ou classement aux titre des monuments historiques

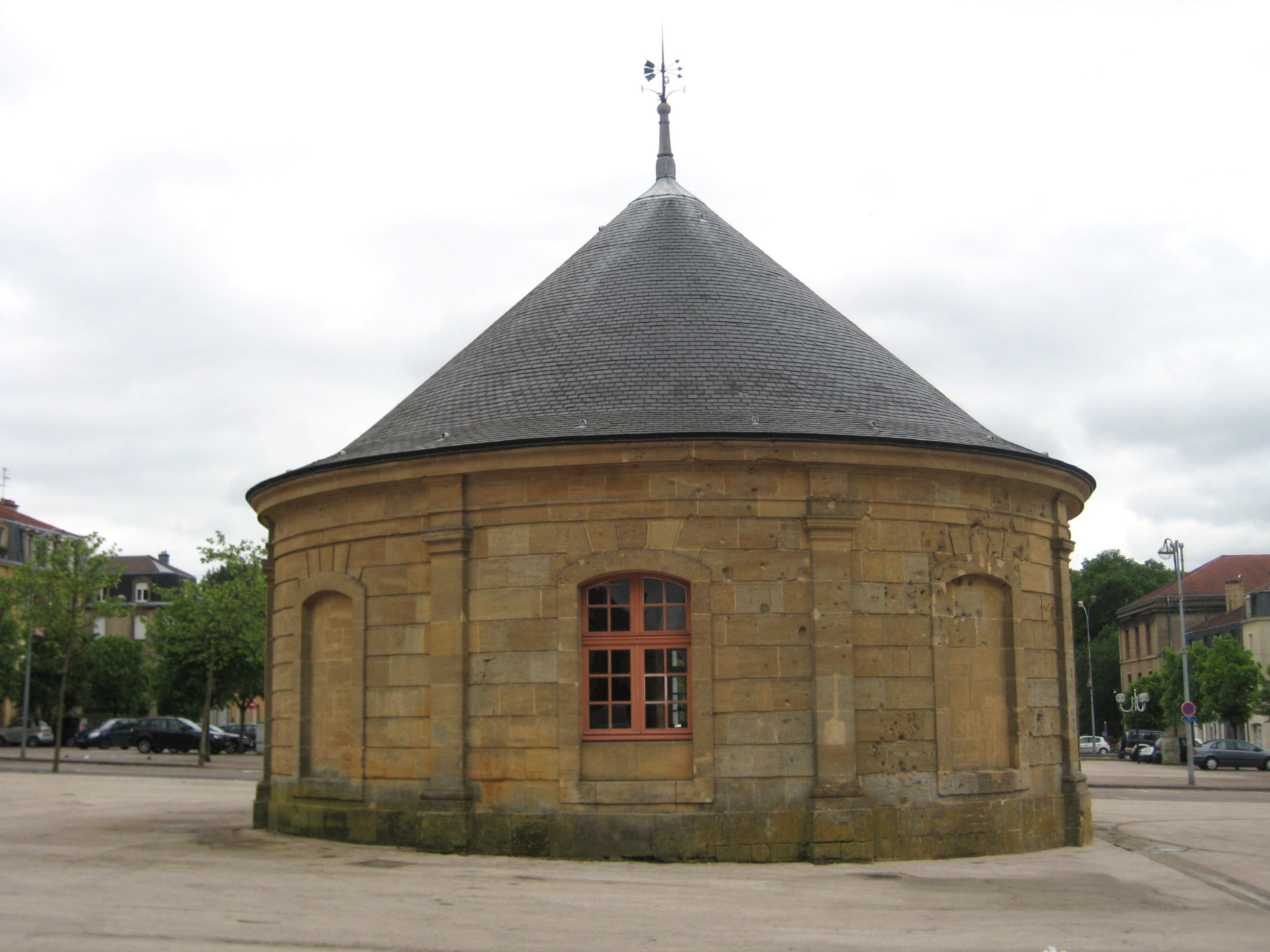
Puits couvert de Longwy

- En Meurthe-et-Moselle :  Église Saint-Dagobert de Longwy-Haut[10], Hôtel de ville de Longwy[11], Maison de l'Intendance de Longwy[12], Puits couvert de Longwy[13], Église Saint-Sébastien de Nancy[14]
- En Meuse : Église Saint-Julien de Liny-devant-Dun[15], Église Saint-Maurice de Bouconville-sur-Madt[16], Église Saint-Hubert de Waville[17], Église Saint-Clément de Xammes[18]; Chapelle du collège Buvignier à Verdun[19]; Hôtel de la Princerie à Verdun[20]
- En Moselle : Belle-Croix d'Ennery[21], Château de Frauenberg[22]

## Naissances

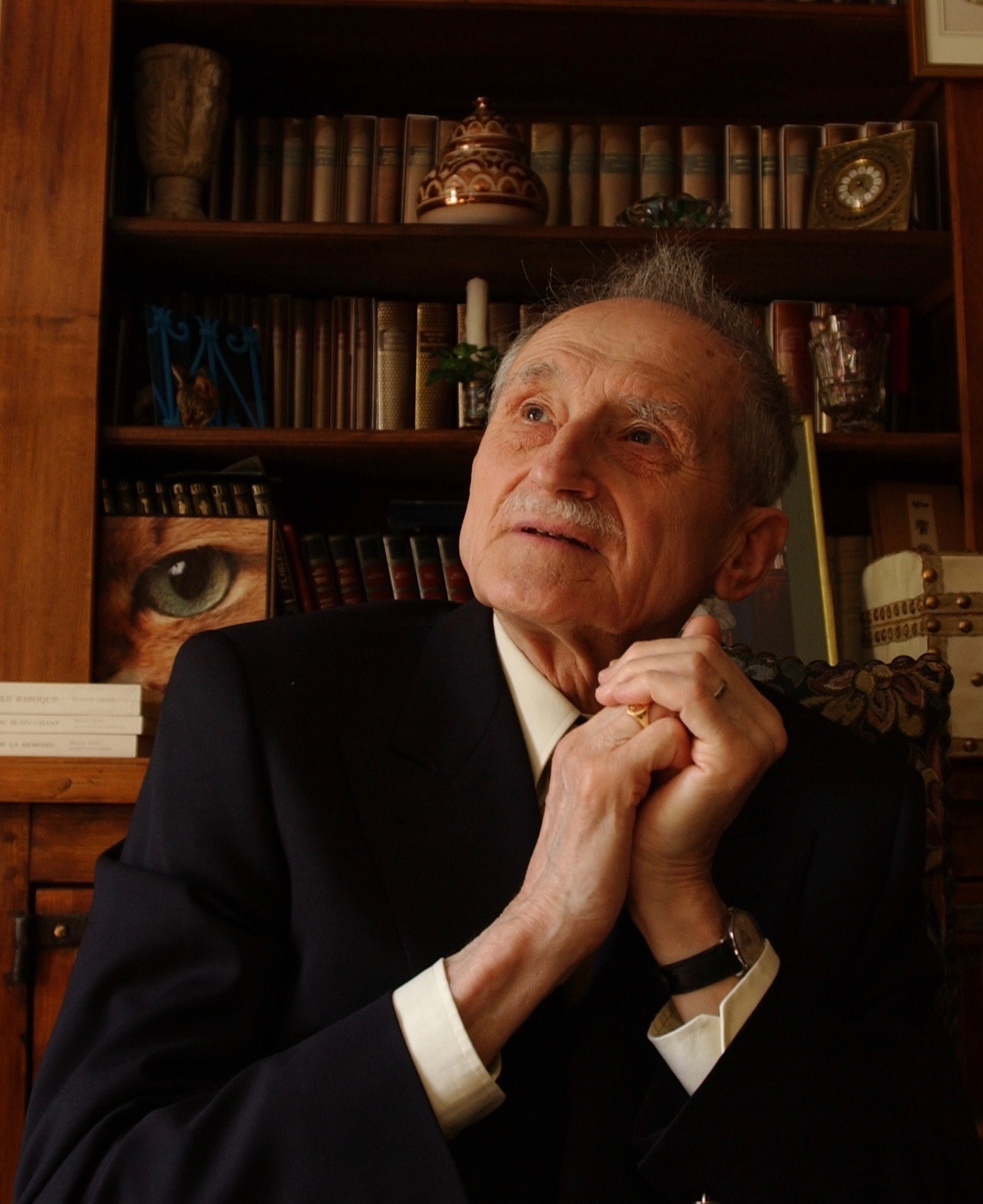
Lucien Jerphagon

- 1 janvier à Metz : Jean Laurain, décédé le 7 mars 2008 à Metz, est un homme politique français.
- 9 janvier à Henridorff : Julien Freund, mort le 10 septembre 1993 à Colmar[23], philosophe, sociologue et résistant français.
- 2 février à Blénod-lès-Pont-à-Mousson : Roger Troisième[24], mort le 18 janvier 2009)[25], joueur français de football qui évoluait au poste d'attaquant.
- 23 février à Montmédy : Gabriel Monnet, mort le 12 décembre 2010 à Montpellier[26] comédien et metteur en scène français.
- 25 février à Puttelange-aux-Lacs : Dominique Ruff, mort le 15 janvier 1991)[27] joueur français de football qui évoluait au poste d'attaquant.
- 2 mars à Moyeuvre-Grande : César Depietri, mort le 20 août 2018[28] à Grasse[29] homme politique français, membre du PCF.
- 12 mars à Gomelange : Joseph Bernhaupt, chercheur lorrain. Il est l'auteur d'une étude sur le cartulaire de Saint-Pierre-aux-Nonnains de Metz et d'un ouvrage sur les Malgré-nous.
- 14 mars à Épinal : Robert Aristide Vasseux dit Robert Rollis, mort le 6 novembre 2007 dans le 18e arrondissement de Paris acteur français.
- 26 mars :
  - à Montigny-lès-Metz : Gabriel "Gaby" Braun, mort le 25 novembre 1983 à Stenay (Meuse), footballeur international français. Il évoluait au poste de défenseur.
  - à Plappeville : Bernard de Boisfleury, mort le 30 mars 2014 à Paris[30],[31], général et résistant français.
- 27 mars à Sierck-les-Bains : Pierre Kédinger, décédé le 2 décembre 1994 à Longeville-lès-Metz, est un avocat et homme politique français.
- 26 avril à Loisey : Pierre Roustang, scénariste, réalisateur et producteur français, mort le 3 février 2009 à Gap[32].
- 14 juin à Metz : Louis Roussel, mort le 26 janvier 2011 au Muy, sociologue et démographe français. Chercheur à l'Institut national d'études démographiques (INED)[33], il était un spécialiste de la sociologie de la famille.
- 15 août à Mance (Meurthe-et-Moselle) : Richard Pouille, mort le 21 juillet 1996 à Vandœuvre-lès-Nancy (Meurthe-et-Moselle), homme politique français.
- 7 septembre à Nancy : Lucien Jerphagnon, mort le 16 septembre 2011 à Rueil-Malmaison, est un historien de la philosophie grecque et romaine, professeur émérite des Universités et membre correspondant de l'Académie d'Athènes, proche de Vladimir Jankélévitch, de Jean Orcibal, de Paul Ricœur, de Pierre Grimal, de Jacqueline de Romilly et Paul Veyne.
- 13 septembre à Bar-le-Duc : Michel Chevalier, mort le 5 mai 2003 à Dijon, géographe français spécialiste des Pyrénées et zones de montagne, de la Franche-Comté, de l’Ardèche, du Proche-Orient chrétien, de l’épistémologie de la géographie.
- 6 octobre à Nancy : Annette Zelman (décédée le août 1942 à Auschwitz), victime de la politique antisémite du régime de Vichy puis du Reich hitlérien.
- 8 octobre au Val-d'Ajol : Roger Duroure, mort le 31 décembre 2000 à  Dax, homme politique français.
- 18 octobre à Metz : Ségolène Malleret, décédée le 15 mars 1987 dans le 15e arrondissement de Paris, résistante et femme politique française.
- 24 octobre à  Pont-à-Mousson : Pierre Alexandre Grattard, dit Pierre Grasset, mort le 15 septembre 2010 dans le 15ème arrondissement de Paris[34], acteur, scénariste et réalisateur français.
- 1er novembre à Hampont : Albert Thiam, mort le 9 septembre 1998 à Metz, artiste lorrain, connu pour ses tableaux de marqueterie en relief, ses sculptures, ses faïences et ses dessins.
- 27 novembre à Metz : René Mathieu, décédé en 1944 ou 1945, de nationalité française, agent secret du Special Operations Executive  pendant la Seconde Guerre mondiale.
- 20 décembre à Réhon : Marcel Battin, connu également sous les pseudonymes de Jormar Batthiu[35] et Joachim Goetzinger[36],  mort le 21 octobre 1999[37] à Toulouse, écrivain, nouvelliste et traducteur de science-fiction.

## Décès

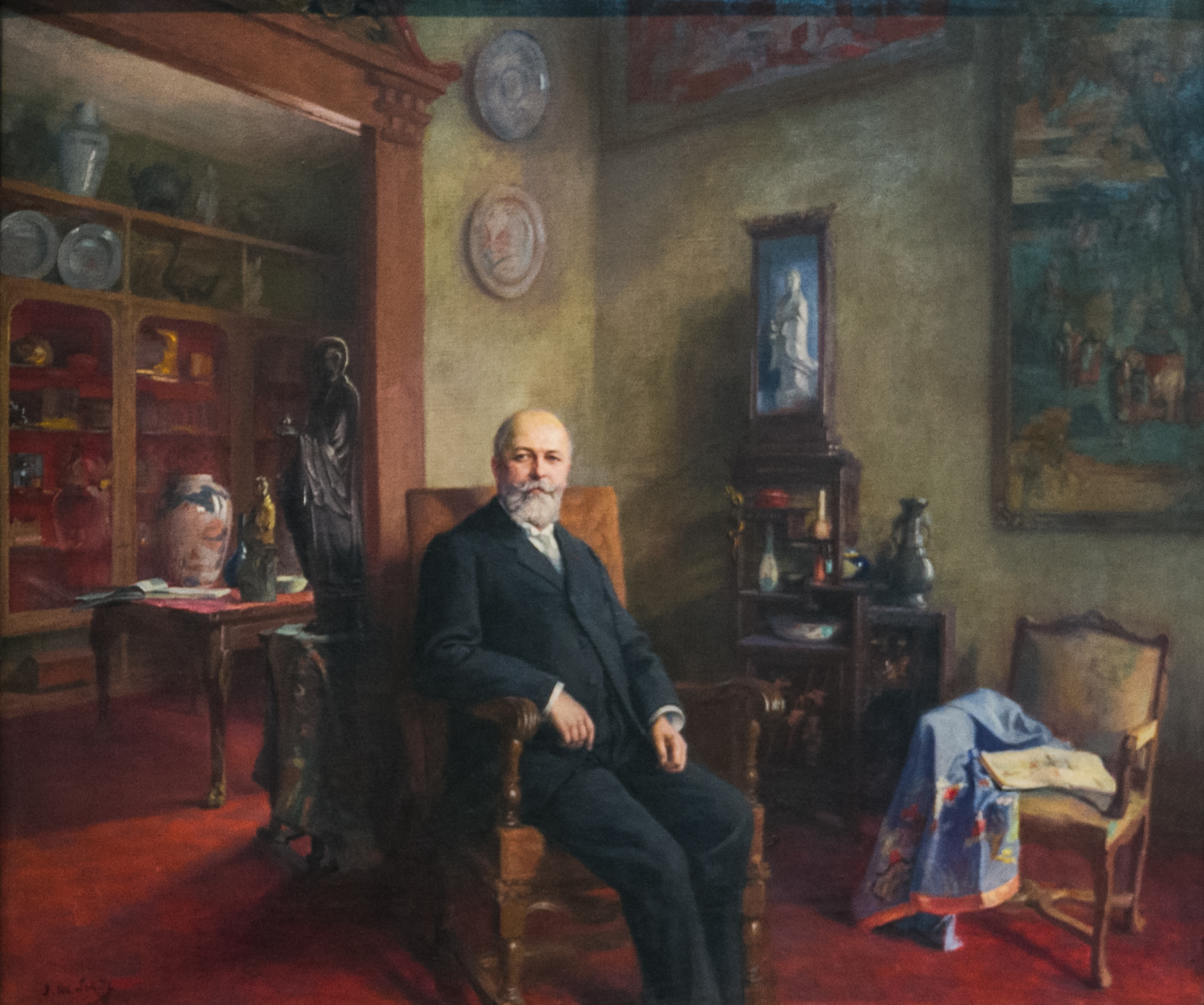
Portrait de Charles Cartier-Bresson

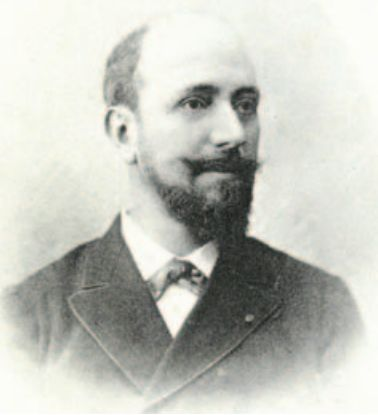
Lucien Daubrée

- 6 juin à Metz : Paul-Otto-Karl Tornow (né le 14 juin 1848, Zielenzig), architecte allemand. Volontiers historiciste, il représente bien l'architecture wilhelmienne.
- 19 mai à Nancy : Charles Cartier-Bresson (né le 17 juillet 1853 à Paris), industriel du textile et collectionneur d'art français, spécialisé notamment dans les œuvres en provenance du Japon[38]. Il est le grand-oncle du célèbre photographe Henri Cartier-Bresson. Une partie de sa collection a été léguée au musée des beaux-arts de Nancy.
- 23 juillet à Nancy : Jules Beaupré, né le 2 mars 1859 à Nancy (Meurthe), archéologue, préhistorien et spéléologue français.
- 4 octobre à Nancy : Albert Deflers, né à Doullens le 16 novembre 1844, botaniste français.
- 30 novembre : Henri Collin[39] (1853 - 1921) est un ecclésiastique et homme politique français. Chanoine, il fut journaliste à La Croix, puis au Lorrain, avant d'être élu sénateur du département de la Moselle en 1920.
- 16 décembre : Lucien Daubrée (nom de naissance : Louis Alfred Lucien Daubrée), né le 26 mai 1844 à Nancy[40], est un ingénieur forestier français, qui a été directeur général des Eaux et Forêts et est l'auteur d'un travail statistique important (premier inventaire forestier national).